# روي وارد بيكر
روي وارد بيكر (بالإنجليزية: Roy Ward Baker)‏ هو مخرج، ومنتج، وكاتب سينمائي بريطاني لد في 19 ديسمبر سنة 1916 في لندن. اشتهر بسبب فيلم «ليلة لاتنسي» (1958) الذي حصل علي جائزة غولدن غلوب لأفضل فيلم بلغة أجنبية في عام 1959. أخرج عدة أفلام منها «لاتهتم بالطرق» (1952)، وهو فيلم إثارة من بطولة مارلين مونرو، وندوب داراكولا.

## أعماله
- رجل أكتوبر (1947).
- ورق الأوركيد (1949).
- خطير للغاية (1950).
- لن أنساك أبدا (1951).
- لا تهتم بالطرق (1952).
- ليلة لا تنسى (1958).
- لهيب في الشوارع (1961).
- المغني ليس الأغنية (1961).
- الذكرى السنوية (1968).
- عشاق مصاصي الدماء (1970).
- ندوب دراكولا (1970).
- الدكتور جيكل والأخت هايد (1971).
- اللجوء (1972).

## روابط خارجية
- روي وارد بيكر على موقع IMDb (الإنجليزية)
- روي وارد بيكر على موقع ألو سيني (الفرنسية)
- روي وارد بيكر على موقع تيرنر كلاسيك موفيز (الإنجليزية)
- روي وارد بيكر على موقع أول موفي (الإنجليزية)
- روي وارد بيكر على موقع قاعدة بيانات الأفلام السويدية (السويدية)
- روي وارد بيكر على موقع إن إن دي بي (الإنجليزية)
- روي وارد بيكر على موقع قاعدة بيانات الفيلم (الإنجليزية)
- روي وارد بيكر على موقع كينوبويسك (الروسية)